# Prässebo
Prässebo är en bebyggelse i Ale-Skövde socken i Lilla Edets kommun, belägen vid Bodasjön, en dryg mil nordost om Lödöse. SCB avgränsade här en småort från 1900  till 2023.

## Historia
Samhället växte fram vid den station som 1906 öppnades här vid Bergslagernas Järnvägar (nu Norge/Vänerbanan), men sedan 1966 stannar inga tåg längre. Prässebo är sedan lång tid en populär lokal badort om somrarna och har även ett vandrarhem.
Förr fanns det affär med bensinpump, en skola med bibliotek och lärarbostad och ett kafé. Rödjans brädgård och verkstan uppe på Bidalsvägen är några andra verksamheter i Prässebo.